# بغداد أوبزرفر
بغداد أوبزرفرصحيفة عراقية يومية سياسية تصدر باللغة الإنجليزية والعربية  تعد من أهم الصحف التي تكتب باللغة الإنجليزية والتي تنشر في العراق يومياً وبدون انقطاع وبسبب شعبية اللغة الإنجليزية خارج العراق كانت أكثر صحيفة يستشهد بها السياسيون والصحفيون الأجانب المهتمون بالشأن العراقي.

## إغلاق الصحيفة
أغلقت السلطات العراقية قسراً صحيفة عراق تايمز (بالإنجليزية: Iraq Times) سنة 1964 وكانت وقتها أشهر صحيفة عراقية تصدر باللغة الإنجليزية، وصدر بدلاً عنها في في تموز من نفس العام صحيفة بغداد نيوز (بالإنجليزية: Baghdad News) ثم ما لبثت أن ألغيت هذه الصحيفة وجميع الصحف الخاصة بعد قيام السلطات بتأميم الصحافة العراقية بإصدار قانون المؤسسة العامة لتنظيم الصحافة والطباعة رقم (155) لسنة 1967. خلال أيام وبتكليف من مالك دوهان الحسن وزير الثقافة والارشاد العراقي في وزارة طاهر يحيى الرابعة قام فريق من الصحفيين والفنيين من المؤسسة العامة للصحافة حديثة التكوين (ذكر منهم خالص عزمي الذي رأس قبل ذلك تحرير صحيفة بغداد نيوز، كمال بطي، ادمون صبري، نمر أبو شهاب، أمل عفاص) بإصدار جريدة جديدة باللغة الإنجليزية باستخدام مطبعة التايمز في بغداد التي استولت عليها الدولة بعد إيقاف جريدتها عراق تايمز كما ذكر، بالإضافة إلى آليات وكوادر صحيفة بغداد نيوز الملغية، فصدر العدد الأول بعد أيام قليلة من تأميم الصحافة في كانون الأول 1967 لتكون «لسان الدولة في الداخل والخارج» واستمرت في الصدور بدون انقطاع حتى سقوط بغداد في نيسان 2003.

## إصدار بغداد أوبزرفر 2022
أصدر مجموعة من الشباب موقع بغداد أوبزرفر أو البوابة الإخبارية الإلكترونية لصحيفة بغداد أوبزرفر يعتبر من أكثر 10 مواقع يزورها العراقين. يقدم الموقع خدمات إخبارية، وتغطيات، ومساحة للكتابة وعرض الآراء، ويقدم خدمة البريد الإلكتروني

## رؤساء التحرير
- خالص عزمي (1967-1973)
- فؤاد قزانجي (1973-1975)[12][13]
- ناجي صبري الحديثي (1980-1991)[14][15][16]
- ناصرة السعدون (1998-2003)[10]
- علي حسوني (2022-مستمر)

## الشعار

اصدر مجموعة من الشباب موقع بغداد أوبزرفر أو البوابة الإخبارية الإلكترونية لصحيفة بغداد أوبزرفر

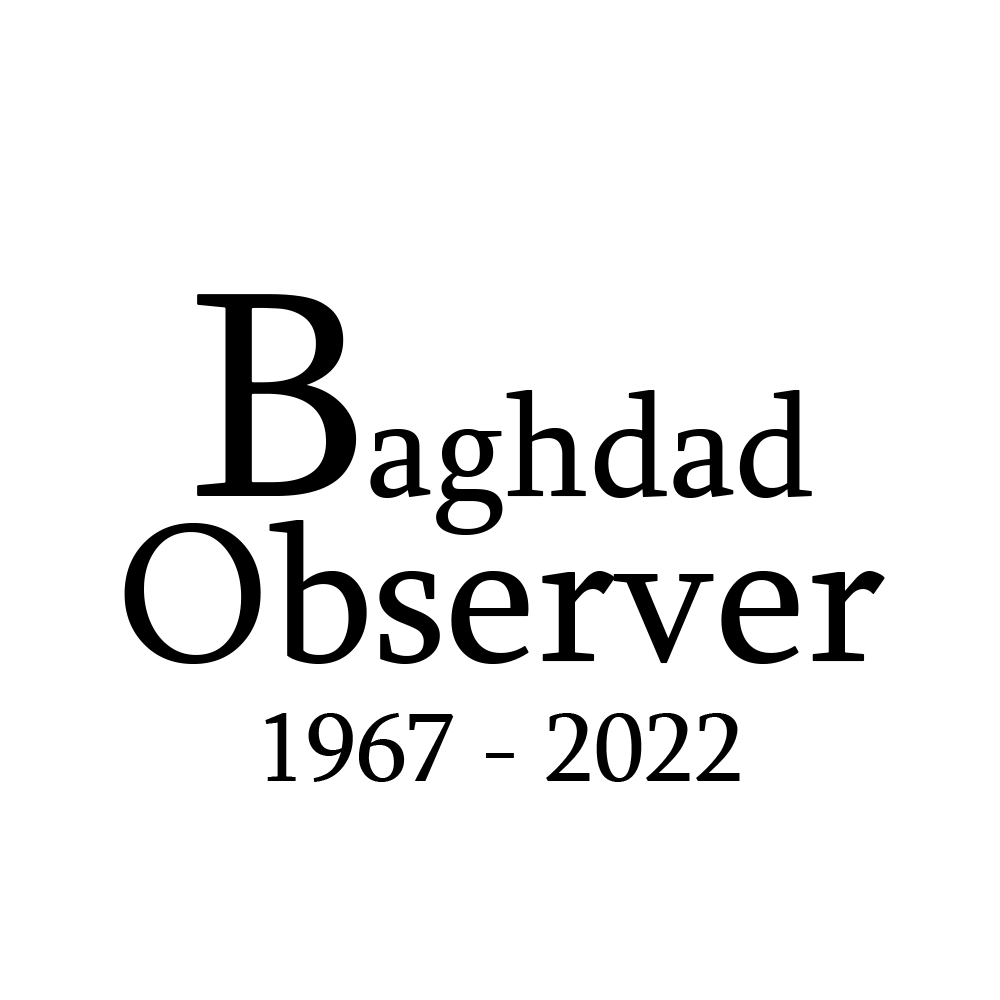
الشعار الاول
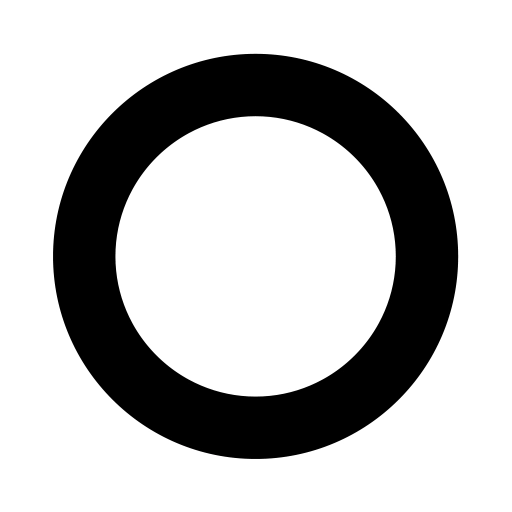
الشعار الثاني الذي تم تحديثه في 2024/11/23

## عاملون آخرون
- دنيا ميخائيل[17]
- طه البصري[18]
- زينب أحمد[19]
- أمل الشرقي[20]
- علي إبراهـيم الدليمي[3]
- ناهدة رشيد التميمي
- حسن عبد الحميد
- احمد الصحاف (2022-مستمر)
- علي نجم (2022-مستمر)
- عبد الله علي (2022-مستمر)